# CTV電視網
CTV电视网（英語：CTV Television Network），通常简称为“CTV”，是加拿大一家英语地面电视网，也是加拿大最大的电视联播网，于1961年啓播，2000年起隶属CTV公司，現為BCE公司旗下贝尔传媒集團成員。CTV电视网是加拿大最大的私人及商业电视网。在关键收视市场落后本国竞争媒体环球电视网数年后，CTV电视网从2002年开始在加拿大总收视人群和核心收视人口两个统计数据中位于全加第一。
除了CTV電視網之外，「CTV」這個品牌還應用於貝爾傳媒的其他廣播資產，包括24小時收費電視新闻频道CTV新闻台以及次要电视系统CTV第二台，而贝尔传媒亦於2018年宣布旗下部分收費電視頻道将在未来使用「CTV」廣播品牌。
此电视网开播前曾計劃取名為「加拿大電視網」（Canadian Television Network），但當時加拿大广播公司宣称对一詞拥有专属使用权，電視台名稱因此改為「CTV」三個字母並不附加任何注釋。然而，CTV於1998年引入全新企業識別系統時亦曾以作其口號。

## 歷史

### 成立初期

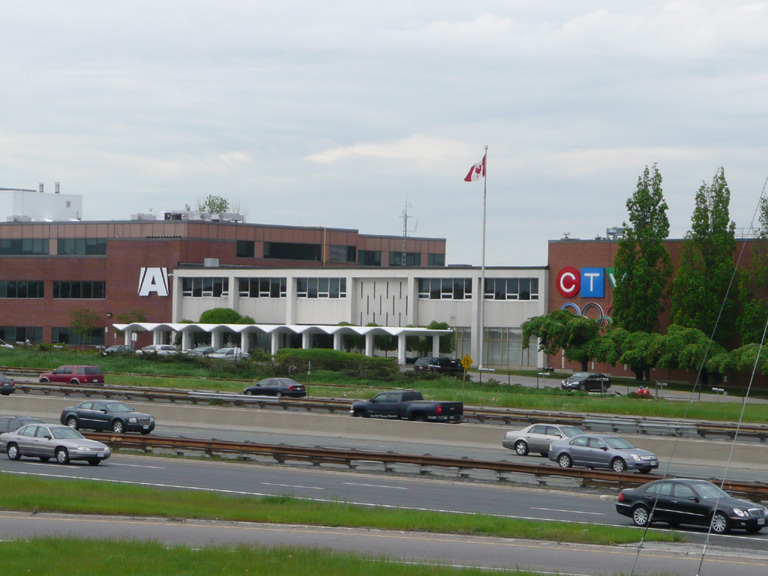
CTV多倫多分台CFTO自啓播以來便從這座位於士嘉堡的廣播大樓運作；此大樓後來亦成為CTV的全國總部

直至1950年代末及1960年代初，加拿大的電視市場完全由國營的加拿大廣播公司（CBC）壟斷。1958年，加拿大政府改革國内電視行業，並開始於國内主要城市批出第二條免費地區性電視頻道，初期覆蓋的城市包括哈利法斯、蒙特婁、渥太華、多倫多、溫尼伯、卡加利和溫哥華，而這七個城市的地區性私營頻道陸續在1960年至1961年間啓播。與此同時，成功投得多倫多英語私營地區電視牌照的卑頓廣播公司（Baton Broadcasting）聯同上述新發牌的地區電視台於1960年7月組成「獨立電視組織」（Independent Television Organization），並與由前CBC高層卡德威爾（Spence Caldwell）領導的財團「加拿大電視網」（Canadian Television Network）爭奪全國英語私營電視網牌照；加拿大電視網最終贏取該牌照，並與結盟成獨立電視組織的地區電視台以及前身為愛民頓CBC私營聯播分台的CFRN陸續簽定聯播協議。CBC不滿此私營電視網的名稱中出現字樣，電視網因此改以「CTV電視網」（CTV Television Network）之名於1961年10月1日正式啓播；名稱中的「CTV」三個字母不附加任何注釋。
CTV在往後數年間相繼在聖約翰斯、基秦拿和沙省增設聯播分台。然而，電視網的管理團隊在啓播後不久已面臨財務困難，到1965年更邁向破產命運。CTV的地區聯播分台遂於1966年提出收購CTV並將之改以合作社模式經營，由各分台共同持有網絡的控制權。為防位於全國最大英語城市多倫多的分台CFTO及其母公司卑頓廣播主宰了電視網的發展，眾分台東主不論所在城市大小均各持一票，在網絡營運事務上各擁有均等的發言權。此建議獲接納，並於同年秋季起實行。另外，CTV亦從同年9月1日起實行彩色廣播，並同時換上一個以三原色為主調的標誌。此標誌沿用至今，期間只作小修改。

### 卑頓兼併
各分台東主均等持有電視網的營運模式原意是制衡卑頓廣播，但此舉無損該公司對外擴展的野心。卑頓廣播先於1971年購入薩斯卡通分台CFQC，後於1986年收購沙省餘下各分台（利載拿的CKCK、艾伯特親王城的CIPA和約克頓的CICC），再於1988年購入渥太華分台CJOH。此外，卑頓亦於1990年在安大略省北部先後購入MCTV（包括薩德伯里的CICI、北灣的CKNY和蒂明斯的CITO）和蘇聖瑪麗的CHBX。MCTV旗下位於彭布羅克的CBC聯播分台CHRO亦落入卑頓手中，卑頓隨之取消該台與CBC的聯播關係並將之改為CTV聯播分台。
卑頓遂操控24間CTV聯播分台中的11間，但礙於電視網合作社條款中分台東主各持一票的規定，卑頓實際上只操控八張選票中的一張。CTV後於1993年從合作社改組成股份有限公司；聖約翰斯分台CJON東主決定放棄參與其中，所牽涉的股東數目因此由八名減至七名，每名分台東主遂獲平均分配14.3%股份。
卑頓於1996年從羅渣士通訊集團購入卡加利的CFCN，同年與愛民頓CFRN和基秦拿CKCO的母公司Electrohome組成聯營公司，並獲Electrohome同意該公司就電視網營運事務投票時跟隨卑頓的立場。卑頓再於1997年購入Electrohome餘下的CFRN和CKCO股份，並與CHUM有限公司進行資產交換，從而獲得大西洋省份分台ATV。（CHUM則於交易中獲取彭布羅克的CHRO及南安省另外三間獨立地區頻道，CHRO其後取消與CTV的聯播關係。）
經過此一系列收購行動，卑頓廣播所持有的CTV電視網股份增至57.2%，並奪得網絡的控制權。卑頓隨之向餘下的股東提出容許其保留旗下地區分台的情況下，向卑頓出售其持有的CTV電視網股份。CTV電視網遂成為卑頓的全資附屬公司，而卑頓廣播亦於1998年易名為，再於往後數年内購入溫尼伯分台CKY和蒙特婁分台CFCF。

### 2000年代

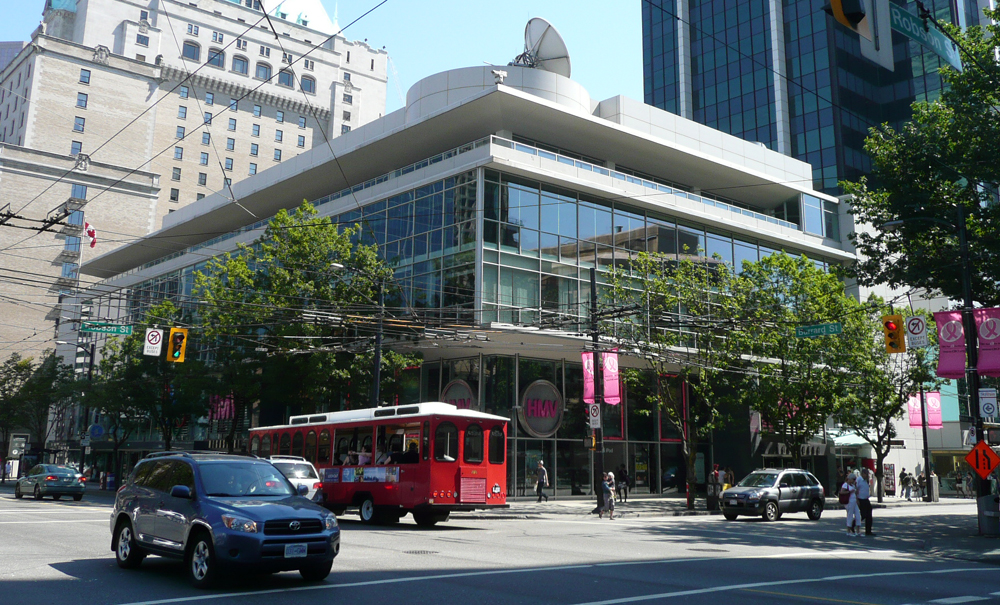
卑頓廣播於1997年創立的獨立頻道CIVT於2001年成為CTV的溫哥華直屬分台；此圖為CIVT位於溫哥華市中心的廣播大樓

2000年，加拿大貝爾公司購入CTV、國内數間收費電視頻道的東主以及《環球郵報》，並將之結合成貝爾環球傳媒（Bell Globemedia），務求在旗下各媒體項目之間互相宣傳和共享資源以收協同效應。貝爾環球傳媒亦購入魁北克省法語電視網絡TQS的少量股份。
另一方面，CTV的地面廣播覆蓋範圍於21世紀初出現明顯的縮減。環球電視的母公司加西環球集團於2000年收購CTV溫哥華分台CHAN和維多利亞分台CHEK的東主西方國際通訊集團（Western International Communications）；環球電視本身已於溫哥華持有直屬分台CKVU，加拿大視訊委員會（CRTC）因此要求加西出售CHAN或CKVU的其中一台。由於CHAN的收視率長年位居溫哥華之冠，加上該台轄下的轉播站網絡覆蓋全卑詩省面積的97%，加西因此決定當CHAN與CTV的聯播關係協議於2001年屆滿後，將環球電視分台地位由CKVU調往CHAN並出售前者。（CKVU後來成為溫哥華的Citytv分台。）此外，CHEK與CTV的聯播關係亦同時取消，並成為加西環球轄下次要電視頻道CH電視台的維多利亞分台。CTV則決定將其溫哥華分台地位調往卑頓廣播於1997年創立的獨立頻道CIVT，卑詩省西南部電視業一場重大變革由此而起。由於CIVT只在溫哥華設有一座發射站，居於低陸平原和溫哥華島南部以外的卑詩省民需透過有線電視或衛星電視才可接收該台。
CTV亦於同期與聖約翰斯分台CJON的東主商討延續聯播關係協議，但雙方未能達成共識，CJON因此於2002年終止與CTV長達38年的聯播關係。然而，雙方仍然共享新聞資源：CJON繼續播放CTV的全國新聞節目，而CTV則繼續依賴CJON提供來自紐芬蘭及拉布拉多省的新聞資訊。CJON的黃金時段節目自此主要來自環球電視，但雙方沒有正式簽定聯播關係協議，CJON的正式身份遂為一間獨立電視台。CTV此後並未於該省另設地面廣播的地區分台；該省觀眾需透過有線電視或衛星電視接收其他地區的CTV分台。
貝爾公司於2005年末宣佈將其持有的貝爾環球傳媒大部分股份轉售其他股東，但仍保留20%股份；交易於2006年8月30日完成。貝爾環球傳媒則於同年7月12日宣佈斥資17億加元收購CHUM有限公司旗下的廣播媒體，並於2007年6月8日獲CRTC批准。貝爾環球傳媒保留CHUM旗下的地方電台和A-Channel電視系統，而由於Citytv五間地區分台的廣播範圍完全與CTV重疊，Citytv最終放售予羅渣士傳媒。貝爾公司進一步減持貝爾環球傳媒股份，而貝爾環球傳媒則於2007年1月1日改稱。CTV再於2008年6月2日宣佈計劃將易名為，並於同年8月11日生效。

### 近期發展
2010年9月10日，加拿大貝爾公司宣佈購入包括CTV電視網和電視系統在内的CTVglobemedia廣播資產。CRTC於2011年3月7日批准這項交易，而CTVglobemedia則於同年4月1日改稱貝爾傳媒。貝爾傳媒於同年5月30日宣佈將電視系統更名為CTV第二台（CTV Two），同年8月29日（即新一電視季度展開之際）生效。CTV主頻道的廣播品牌維持為「CTV」，並未因應這次更名活動而改稱「CTV第一台」。
安省肯諾拉聯播分台CJBN的母公司蕭氏通訊於2010年收購環球電視，CJBN遂於2011年終止與CTV的聯播關係，並改為播放環球電視的節目。此外，CTV與安省雷灣聯播分台CHFD的東主商討延續聯播關係協議時未能達成共識，CHFD因此於2010年2月取消與CTV聯播並改為聯播環球電視；然而，與CHFD同系的雷灣CBC聯播分台CKPR則於2014年9月改與CTV締結聯播關係，讓CTV在該市恢復地面廣播。康力斯娛樂旗下的三間安省地區電視台（彼得堡的CHEX、奧沙華的CHEX-TV-2和京士頓的CKWS）於2015年取消與CBC聯播並改為聯播CTV，到2018年則取消與CTV的聯播關係，並成為環球電視的直屬分台。

## 節目

### 娛樂
CTV電視網的黃金時段節目陣容主要由熱門美國電視節目組成（如《极速前进美国版》、《生活大爆炸》、《靈書妙探》、《CSI犯罪現場》、《絕望的主婦》、《醫人當自強》、《超感警探》等），並盡量安排與美國電視網同步廣播。除了外購來自美國主要地面電視網的節目外，CTV近年亦引入來自音樂電視網和喜劇中心等美國有線電視頻道的節目（如《黑道家族》、《整形春秋》、《每日秀》、《科拜爾報告》等）。然而，CTV亦間中自製黃金時段節目，當中部分亦取得不俗的收視（如《极速前进加拿大版》、《正南方》、《角落加油站》（Corner Gas）、《閃點行動》、《讀心人》、《加拿大偶像》等）。

### 新聞

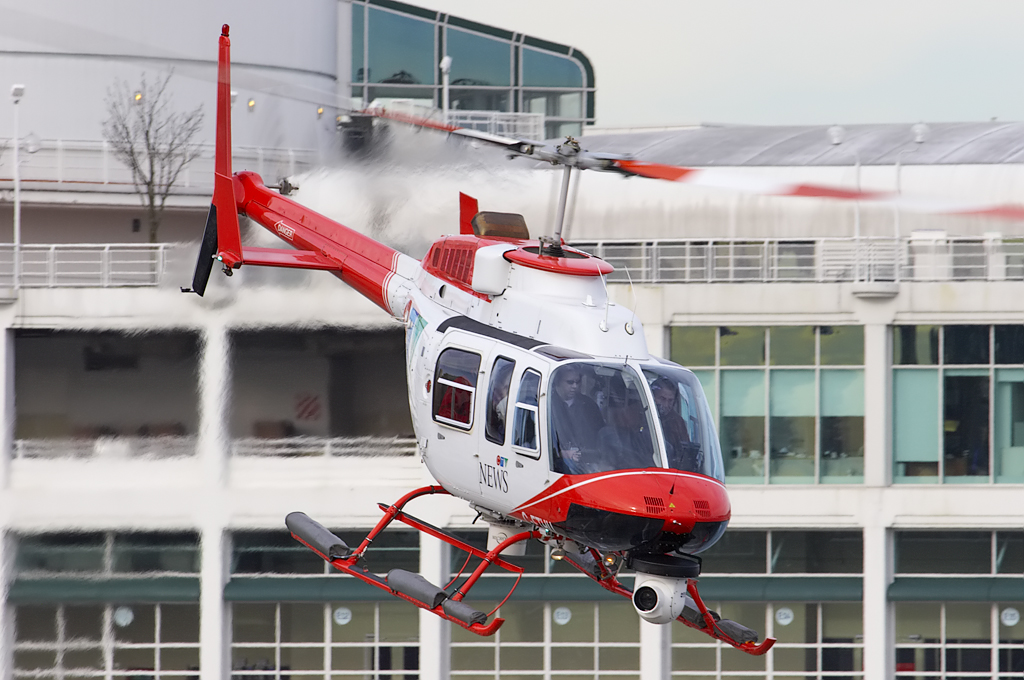
CTV溫哥華分台的新聞直升機

CTV的旗艦全國新聞聯播每天於晚上11時播出，工作日由首席主播播報，而周末版則由播報。此外，CTV的全國性新聞節目還包括晨間節目（只限加東分台播放）、每週專題節目、以及主要以政治為題的訪談性節目。CTV的全國新聞中心設於多倫多的士嘉堡區，與其多倫多分台CFTO以及24小時新聞頻道CTV新聞台共用同一座廣播大樓。
另外，CTV的直屬地區分台亦有製作地區新聞節目。大部分直屬分台皆於中午12時、下午6時以及晚上11時30分（緊隨全國新聞後）播放地區新聞。個別分台（如溫哥華、卡加利和大西洋省份的分台）亦於下午5時提供地區新聞，而加西分台亦播放早間地區新聞。

### 體育
CTV於2005年聯同羅渣士通訊集團等機構聯手投得2010年冬季奧運會和2012年夏季奧運會的加拿大國内轉播權，並於2007年成立加拿大奧運廣播媒體聯盟以製作和統籌各媒體的賽事轉播。CTV在2012年夏季奧運會期間的賽事轉播平均每天達22小時，而平日在CTV主頻道播放的節目在賽事期間則調往CTV第二台播放。此外，CTV亦從2007年賽季起轉播国家橄榄球联盟（NFL）的星期日下午賽事、季後賽和超級碗冠軍賽。

## 高清及数字频道
CTV电视网提供的高清电视源为1080i格式。在加拿大，下列CTV电视网所属电视台站可在其数字地面电视信号中提供高清源。
| 电视台站 | 所在城市   | 转换前 频道号 | 数字地面电视 开播日期 | 转换后 频道号 | 收費電視供應商 開播日期    | 备注                           |
| -------- | ---------- | ------------- | --------------------- | ------------- | -------------------------- | ------------------------------ |
| CFTO     | 多伦多     | 40（9.1）     | 2005年                | 40（9.1）     | 2003年11月19日             | 通过卫星向全加拿大广播         |
| CIVT     | 温哥华     | 33（32.1）    | 2006年                | 32（32.1）    | 2004年6月1日               | 通过贝尔收費电视向全加拿大广播 |
| CFCN     | 卡尔加里   | 36（4.1）     | 2009年1月8日          | 29（4.1）     | 2009年1月8日（萧氏有线）   | 也可以通过贝尔收費电视收看     |
| CFCF     | 蒙特利尔   | 51（12.1）    | 2011年1月28日         | 12（12.1）    | 2009年12月1日（Vidéotron） | 也可以通过贝尔收費电视收看     |
| CJOH     | 渥太华     | 不適用        | 2011年                | 13（13.1）    | 2009年12月1日（Vidéotron） |                                |
| CFRN     | 埃德蒙顿   | 不適用        | 2011年                | 47（3.1）     | 2010年1月（MTS）           | 也可以通过贝尔收費电视收看     |
| CKCO     | 基奇纳     | 不適用        | 2011年9月1日          | 13（13.1）    | 2011年9月（罗杰斯有线）    | 也可以通过贝尔收費电视收看     |
| CKY      | 温尼伯     | 不適用        | 2011年9月1日          | 7（7.1）      | 2011年2月（研科电视）      | 也可以通过贝尔收費电视收看     |
| CJCH     | 哈利法克斯 | 不適用        | 2011年9月1日          | 48（5.1）     | 2011年5月12日（东链有线）  | 也可以通过贝尔收費电视收看     |

其他地區的觀衆如欲收看CTV的高清節目則需接駁數碼有綫電視或衛星電視。
CTV多倫多分台從2009年5月12日起以高清製作地區新聞節目，為眾CTV地區分台之首，卻遲於Citytv多倫多分台。溫哥華分台則於同年11月23日開始製作高清地區新聞，而卡加利和愛民頓分台則相繼於2011年10月和2012年10月改以高清製作地區新聞。

## 地區分台
經過卑頓廣播公司的一連串收購行動後，CTV的地區分台大多已成為直屬分台（owned-and-operated station），餘下的聯播分台（affiliate）都是位於人口較少的地區，並於21世紀相繼取消與CTV的聯播關係。2011年至2014年間，勞埃德明斯特的CITL為CTV電視網在全國的唯一一間聯播分台；當時國内其他地區分台全部直屬CTV。
CTV的直屬地區分台過往都各自使用獨有的名稱，如其呼號或頻道號碼；例：卡加利CFCN於1990年代的廣播品牌為「Channel 3」，即有綫第3頻道。各直屬分台於1997年-98年間統一視覺形象，以其呼號作其廣播品牌；各台呼號在台徽中以襯線字體顯示，並在其下方加入CTV的標誌。（大西洋和安大略北部分台均由多座發射站組成並以多個不同呼號廣播，兩台遂繼續分別以「ATV」和「MCTV」之名廣播。）從2005年10月起，所有CTV直屬分台則棄用呼號並統一使用「CTV」品牌，若有需要識別個別直屬分台的話則會額外加上地區名稱（如CFCN便成為「CTV Calgary」），而地區新聞節目亦一概改稱《CTV News》。此舉亦廣泛流傳於加拿大其他電視網（如CBC和環球電視）。雖然如此，眾分台的呼號仍是它們在電視台牌照上的正式名稱。

### CTV直屬分台

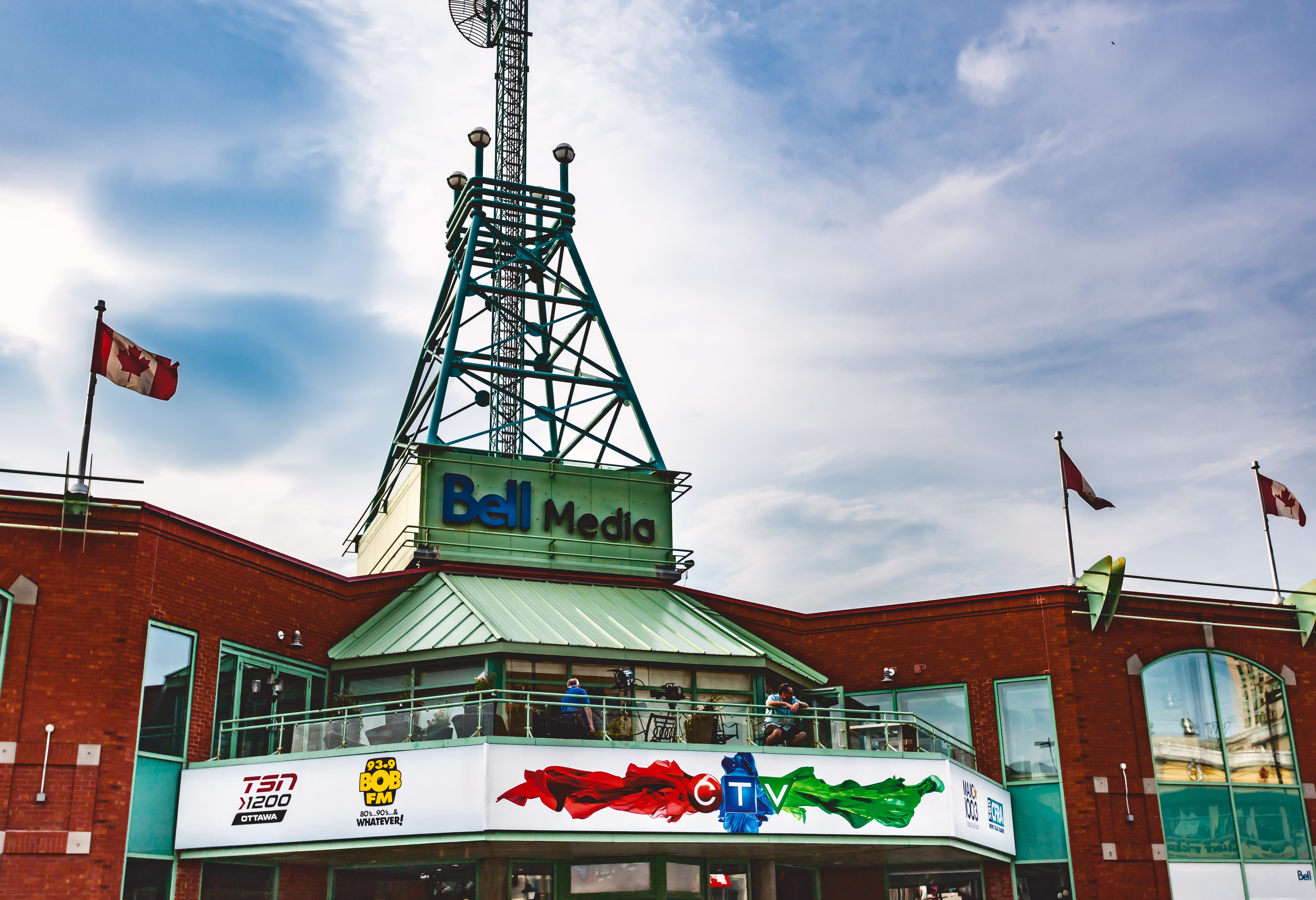
CTV渥太華分台CJOH的廣播大樓

| 省份       | 城市／地區   | 呼號 | 備註                                                    |
| ---------- | ------------ | ---- | ------------------------------------------------------- |
| 卑詩省     | 溫哥華       | CIVT |                                                         |
| 亞伯達省   | 卡加利       | CFCN |                                                         |
| 亞伯達省   | 愛民頓       | CFRN |                                                         |
| 沙省       | 利載拿       | CKCK |                                                         |
| 沙省       | 薩斯卡通     | CFQC |                                                         |
| 沙省       | 艾伯特親王城 | CIPA |                                                         |
| 沙省       | 約克頓       | CICC |                                                         |
| 緬尼托巴省 | 溫尼伯       | CKY  |                                                         |
| 安大略省   | 蘇聖瑪麗     | CHBX | 系屬CTV北安省分台；辦公室和主錄影廠設於瑟比利           |
| 安大略省   | 蒂明斯       | CITO | 系屬CTV北安省分台；辦公室和主錄影廠設於瑟比利           |
| 安大略省   | 薩德伯里     | CICI | 系屬CTV北安省分台；辦公室和主錄影廠設於瑟比利           |
| 安大略省   | 北灣         | CKNY | 系屬CTV北安省分台；辦公室和主錄影廠設於瑟比利           |
| 安大略省   | 基秦拿       | CKCO |                                                         |
| 安大略省   | 多倫多       | CFTO |                                                         |
| 安大略省   | 渥太華       | CJOH |                                                         |
| 魁北克省   | 滿地可       | CFCF |                                                         |
| 紐賓士域省 | 聖約翰       | CKLT | 系屬CTV大西洋分台；辦公室和主錄影廠設於斯高沙省哈利法斯 |
| 紐賓士域省 | 蒙克頓       | CKCW | 系屬CTV大西洋分台；辦公室和主錄影廠設於斯高沙省哈利法斯 |
| 斯高沙省   | 哈利法斯     | CJCH | 系屬CTV大西洋分台；辦公室和主錄影廠設於斯高沙省哈利法斯 |
| 斯高沙省   | 悉尼         | CJCB | 系屬CTV大西洋分台；辦公室和主錄影廠設於斯高沙省哈利法斯 |

### 聯播分台
| 省份           | 城市／地區   | 呼號 | 母公司 |
| -------------- | ------------ | ---- | ------ |
| 亞伯達省／沙省 | 勞埃德明斯特 | CITL |        |
| 安大略省       | 雷灣         | CKPR |        |

## 同品牌其他频道
2007年时，CTV环球传媒从CHUM有限公司收购了部分“A频道（A-Channel）”的股份。当时有媒体分析师推测CTV公司会将CTV的品牌内容擴展至A频道上。A频道于2008年更名为“A”，然后于2011年8月29日更名为“CTV第二台”。CTV第二台目前在安大略省拥有4个自营自有的无线电视台站；在不列颠哥伦比亚省拥有3个；以及在加拿大大西洋省份和艾伯塔省的区域性有线频道。CTV第二台所提供的补充节目的收视人数要远远少于CTV电视网。
2018年6月，贝尔传媒宣布将重新命名CTV母品牌下的四个专业频道，该计划预计将在2019年生效。加拿大精彩频道、喜剧电视网、Gusto喜好生活频道和太空频道将分别更名为CTV戏集台、CTV喜剧台、CTV生活台和CTV科幻台。同时在2018年，贝尔传媒还开播了两条有广告播出的视频点播服务——CTV电影频道和CTV回放频道，分别播出二轮片或压库电视剧。目前CTV所有品牌内容都可以通过移动网络或串流媒體APP播出，贝尔传媒将这个业务称之为“超级媒体中轉站（Super Hub）”。
曾使用过CTV母品牌的专业频道还有CTV体育网和CTV旅游频道，现已分别改名为罗杰斯体育网和T+E旅游频道。

## 商标演变
CTV电视网的标志最初是一个椭圆形的“C”字母，字母内部形状类似一个显像管，而在显像管中则是该电视网的缩写“CTV”。該台於1966年展開彩色廣播時同時启用新标志，由包含大写字母“C”的红色圆形、包含大写字母“T”的蓝色正方形和包含大写字母“V”的绿色倒三角形组成。这个标志沿用至今，期間只作细微调整。1967-68年電視季度期間，这个标志被环抱而显得更加易于辨识；随后这个环抱性状被做成类似“基础”或“电视屏幕”的样子。
CTV於1998年引入一個以絲帶為題的企業識別系統，部分元素沿用至2018年。起初CTV以三个彩色絲帶和徽标形状来代表不同部门：红色絲帶与球体代表娱乐节目；蓝色絲帶与立方体代表新闻节目；而绿色絲帶与椎体則代表体育节目。而在一段时间里，CTV的節目主持和演員亦亮相其台徽短片，並玩弄標誌中的徽标形状。
2018年9月，随着新一電視季度展開，CTV亦對其标志稍作修改，並全面放棄舊有企業識別系統的絲帶元素，宣传口号則改為“身临其境”（Get into it）。更新後的标志和企業識別系統设计更加“数字化”，而新的口号则号召观众与該台的电视节目展開互動。

CTV电视网的原初版标志（1961年至1966年使用）
CTV电视网原初版几何标志（1966年至1975年使用）
1998年开始使用的标志，利用渐变效果做出了立体设计感。（1998年至2018年使用）
目前使用的标志版本，颜色更加鲜亮，但显示为平面设计感。（2018年迄今使用）

### 出典
1. ↑  Gittins 1999, pp. 45-51
2. ↑  Gittins 1999, p. 63
3. ↑  Braithwaite, Dennis. . The Globe and Mail. 2 October 1961: 4.
4. ↑  Gittins 1999, pp. 72-73
5. 1 2 3  Gittins 1999, p. 86
6. ↑  Gittins 1999, pp. 131-133
7. ↑  Gittins 1999, p. 248
8. ↑  "BGM Ownership Deal Closes （页面存档备份，存于）", BGM press release, August 30, 2006
9. ↑  . 加拿大廣播公司. 2006-07-12  [2006-07-12]. （原始内容存档于2011-09-08）.
10. ↑  Byers, Jim. . The Star (Toronto). June 12, 2007  [2007-06-12]. （原始内容存档于2007-06-14）.
11. ↑  . 2007  [2007-08-18]. （原始内容存档于2013-01-15）.
12. ↑  Bell Globemedia Completes Financing to Pay for CHUM Limited Shares （页面存档备份，存于）, BGM press release, September 7, 2006
13. ↑  "A New Beginning: Fresh New Look for A Unveiled Today" （页面存档备份，存于）, CTVglobemedia press release, August 11, 2008.
14. ↑  Bell Canada. . CNW Group. 2010-09-10  [2010-09-10]. （原始内容存档于2010-09-13）.
15. ↑   (PDF).   [2014-05-01]. （原始内容 (PDF)存档于2012-03-26）.
16. ↑  .   [2014年5月1日]. （原始内容存档于2011年7月27日）.
17. ↑  .   [2014-05-01]. （原始内容存档于2014-03-02）.
18. ↑  .   [2014-05-01]. （原始内容存档于2012-03-22）.
19. ↑  Lundmark, Jodi. . tbnewswatch.com. 2014-06-18  [2014-09-23]. （原始内容存档于2014-08-19）.
20. ↑  .   [2015-10-23]. （原始内容存档于2015-05-28）.
21. ↑  . Shaw Direct.   [2018-09-14]. （原始内容存档于2018-09-14）.
22. ↑  Kovach, Joelle. . The Peterborough Examiner. 2018-08-14  [2018-09-14]. （原始内容存档于2018-08-16）.
23. ↑  .   [2009-12-09]. （原始内容存档于2012-07-23）.
24. ↑  Roettgers, Janko. . 综艺. 2018-06-27  [2018-06-26]. （原始内容存档于2018-06-26）.
25. ↑  Ahearn, Victoria. . The Canadian Press (via Calgary Herald). 2018-06-07  [2018-06-07].[永久]
26. ↑  . Cartt.ca.   [2018-06-07].[永久]

### 文献
- Susan Gittins. . Toronto: Stoddart. 1999  [2019-01-23]. ISBN 9780773731257. （原始内容存档于2019-01-23）.